# Dode letter
Onder een dode letter verstaan we een wet of voorschrift, waarvan niet (meer) duidelijk is of handhaving nog zin heeft en daarom in de praktijk wordt nagelaten. Ook kan de pakkans dermate klein zijn, dat het Wetboek van Strafrecht op dit punt als 'dode letter' wordt ervaren.  
Er kunnen echter redenen zijn waarom desondanks de betreffende regeling niet wordt wordt ingetrokken. Dat kan voorkomen als de regelgever zich de mogelijkheid wil voorbehouden er opnieuw gebruik van te maken, als zich bijvoorbeeld een nieuw doel voor de betreffende regeling voordoet. In zo'n geval kan de regelgever de betreffende regeling aanpassen aan het nieuwe doel.  